# آرماندو کاستلازی
آرماندو کاستلازی (به ایتالیایی: Armando Castellazzi) بازیکن فوتبال و اهل ایتالیا است 

## تیم ملی
از سال ۱۹۲۹ میلادی عضو تیم ملی فوتبال ایتالیا بوده و در ۳ بازی ملی حضور داشته‌است. او در بازی‌های ملی‌اش گلی به ثمر نرساند.
آرماندو کاستلازی آخرین بازی ملی خود را در سال ۱۹۳۴ میلادی انجام داد.